# Mary Lee (Sozialreformerin)

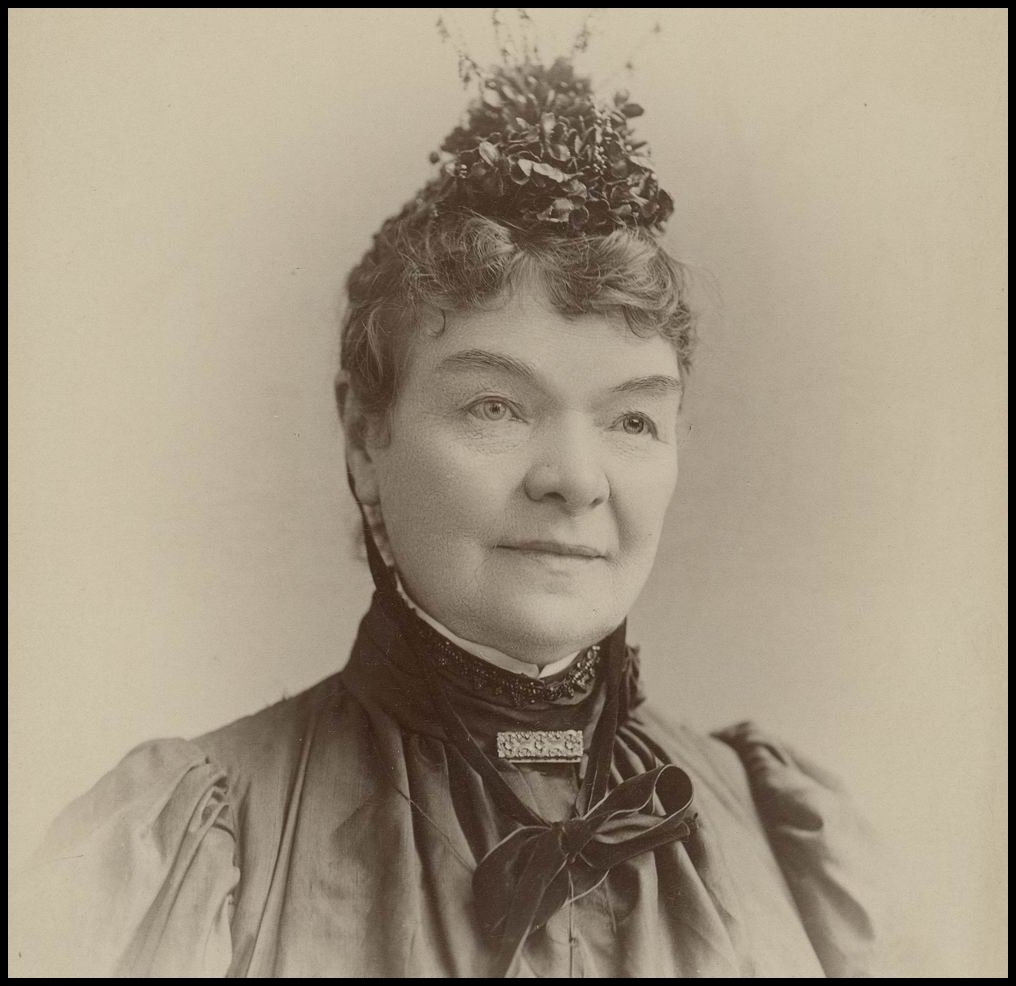
Mary Lee (1885)

Mary Lee (* 14. Februar 1821 in Monaghan, Irland; † 18. September 1909 in Adelaide, South Australia) war eine irisch-australische Kämpferin für das Frauenwahlrecht.

## Leben
Mary Lee wurde als Mary Walsh, Tochter von John Walsh, 1821 in Monaghan geboren. Sie heiratete 1844 George Lee, den Organisten der St Patrick’s Cathedral in Armagh. Gemeinsam hatten sie sieben Kinder, vier Söhne und drei Töchter. Nach dem Tod ihres Mannes segelte Lee im Jahr 1879 gemeinsam mit ihrer Tochter Evelyn nach Adelaide, um ihren kranken Sohn John Benjamin Stedham zu pflegen. Dieser starb ein Jahr später am 3. November 1880, doch Mary Lee und ihre Tochter blieben in Adelaide, da sie für die Schiffspassage zurück nach Irland nicht genug Geld hatten. Evelyn fand eine Anstellung beim South Australian Telegraph Department.
Den Rest ihres Lebens widmete Mary Lee in Australien der Verbesserung der sozialen und politischen Bedingungen für diejenigen, die am meisten unter den Zuständen litten, dies waren zumeist Frauen. Sie engagierte sich für die progressive Reformbewegung und war aktives Komiteemitglied vieler gemeinnütziger und wohlwollender Gesellschaften, einschließlich des Ladies`s Committee of the Female Refuge.
Ursprünglich an der jüdischen Kolonialisierung interessiert, wurde sie Sekretärin der Social Purity Society des Priesters der Kongregationalen Kirche, Joseph Coles Kirby. Die Gesellschaft setzte sich für die rechtliche Änderung des sozialen Status von Frauen ein. Durch die intensive Lobbyarbeit der Gesellschaft und ihre Anregung öffentlicher und parlamentarischer Debatten wurden wesentliche Änderungen, einschließlich der Anhebung des Schutzalters von Mädchen von dreizehn auf sechzehn Jahre, in den Criminal Law Consolidation Amendment Act (1885) aufgenommen. Kirby gab Lee den Hauptverdienst dafür.
Nachdem Lee und andere Mitglieder der Purity Society erkannt hatten, dass das Frauenwahlrecht für die weitere Verbesserung ihres Status unerlässlich war, gründeten sie im Juli 1888 die South Australian Women's Suffrage League. Durch ihre Arbeit in der Liga, zunächst als Co-Sekretärin und bald als Sekretärin, spielte Mary Lee eine wichtige Rolle in der politischen Geschichte Südaustraliens. Für Mary Lee wurde die Frage über das Wahlrecht für Frauen ihr wichtigstes Anliegen und sie beeinflusste den Vorsitzenden der Vereinigung, Sir Edward Charles Stirling, geschickt, indem sie ihre Erfahrung mit politischen Prozessen mit ihrem Wissen über die sozialen Behinderungen von Frauen und über den Wert von Öffentlichkeitsarbeit verband, um öffentliches Interesse und Verständnis zu wecken. Ab 1891 arbeitete Lee harmonisch mit der zweiten Präsidentin der Liga, Lady Colton, zusammen. Stirling und Catherine Helen Spence wurden Vizepräsidenten.
Sie hielt viele Reden, äußerte sich öffentlich in Zeitungsartikeln und Briefen und illustrierte ihre Argumente mit historischen, literarischen und biblischen Anspielungen. Von Gegnern des Frauenwahlrechts, die oft aus traditionellen Gründen dagegen argumentierten, wurde sie beschimpft und verunglimpft. Dennoch sprach sie wortgewandt auf den Treffen der Liga und bei gesellschaftlichen Anlässen, in demokratischen Clubs und, trotz ihrer Abneigung gegen die totale Abstinenz, bei Versammlungen der Woman's Christian Temperance Union. Sie plante die Strategien der Liga und organisierte Petitionen und Deputationen. Als praktische Christin hatte sie die sozialreformerischen Ideen des methodistischen Pfarrers Hugh Gilmore übernommen.
Um die Arbeitsbedingungen der Frauen zu verbessern und um das Wahlrecht für Frauen weiter zu befördern, schlug sie im Dezember 1889 die Gründung von Frauengewerkschaften vor. Nachdem so die Working Women's Trades Union ein Jahr später gegründet worden war, führte sie diese zwei Jahre lang als Sekretärin. Sie besuchte Bekleidungsfabriken und Werkstätten, um die Arbeitgeber davon zu überzeugen, Lohnvorstellungen der Gewerkschaft zu übernehmen und hatte damit auch einigen Erfolg. Als Vizepräsidentin der Gewerkschaft war sie 1893 Delegierte im Trades and Labor Council. Dort arbeitete sie mit Augusta Zadow in einem Unterausschuss zusammen, gehörte dem Distressed Women's and Children's Committee an, welches Kleidung und Lebensmittel an Frauen verteilte und war Mitglied des Damenkomitees für ein Frauenhaus. Sie befürwortete die Einheitssteuer und korrespondierte mit Neuseeländerinnen und Frauen in anderen Kolonien, insbesondere mit Mary Windeyer in Sydney und Rose Scott in New South Wales. Später wurde die „Working Women's Trades Union“ durch die „Women's Employment Mutual Association“ ersetzt.
1889 erinnerte Mary Lee als Sekretärin des Queen's Home for Domestic Instruction die Regierung an ihre Verpflichtungen gegenüber den Frauen Südaustraliens und stellte Geld und Gebäude zur Verfügung, um Mädchen in der gleichen Weise zu unterrichten, wie sie es für die technischen Schulen der Jungen tat.
Nachdem im Parlament von 1885 bis 1886 sieben Wahlrechtsvorlagen für das Frauenwahlrecht eingebracht wurden, von denen sechs die erforderliche gesetzliche Mehrheit verfehlten, schloss sich Mary Lee der Deputationen der Liga bei den Premierministern Thomas Playford, Frederick Holder und John Downer an und arbeitete ab 1889 unermüdlich an zahlreichen parlamentarischen Petitionen. Unter Premier Kingston scheiterte ein weiterer Gesetzentwurf im Jahr 1893. Im Juli des nächsten Jahres wurde ein neuer Gesetzentwurf durch seine Regierung eingebracht. Dazu hatte Mary Lee eine kolonieweite Petition organisiert, die 11.600 Unterschriften einbrachte; das Dokument – 122 m lang – wurde im August dem House of Assembly vorgelegt. Die Abgeordneten wurden durch zahllose Telegramme von Frauen bedacht und auf den Tribünen drängten sich die Frauen. In der folgenden Debatte ergriffen über fünfzig Abgeordnete das Wort und am 18. Dezember 1894 wurde der Constitution Amendment Act verabschiedet, mit dem die südaustralischen Frauen zu den ersten in Australien wurden, die das parlamentarische Wahlrecht erhielten. Dies zu den gleichen Bedingungen wie die Männer. Zusätzlich erhielten sie das Recht auf Briefwahl und das passive Wahlrecht für das Parlament. Das waren weltweit einzigartige Bestimmungen.
Im Anschluss erhielt Mary Lee Glückwunschschreiben von Kingston und John Hannah Gordon. Sie wurde 1895 von zwei Parteien als Kandidatin für das Parlament vorgeschlagen, was sie ablehnte, da sie es vorzog, ihre Arbeit außerhalb des Parlamentes zu führen, „ungebunden durch ein Versprechen oder eine Verpflichtung gegenüber irgendeiner Partei.“ Zu ihrem 75. Geburtstag im Jahr 1896 überreichte ihr Kingston in der Stadthalle von Adelaide einen Geldbeutel mit 50 Sovereign, gespendet durch den Mary Lee Testimonial Fund. In der Ansprache würdigte er ihren Einsatz für die Errungenschaft des Frauenwahlrechts.
Im selben Jahr wurde sie durch die Regierung zur ersten offiziellen Inspekteurin der Irrenanstalten ernannt. Sie erfüllte diese Aufgabe zwölf Jahre lang mit Mut und Mitgefühl. Im Jahr 1898 unterstützte sie den medizinischen Leiter in der strittigen Frage der Entlassung von Paris Nesbit aus dem Parkside Lunatic Asylum, da sie der Meinung war, dass für solch brillante und gestörte Patienten besondere Vorkehrungen getroffen werden sollten. Sie besuchte das Destitute Asylum regelmäßig als Freundin der Insassen.
Mary Lee kämpfte nicht nur für bessere Bedingungen für Frauen. Sie wandte sich auch entschieden dagegen, dass Südaustralier in den Burenkrieg verwickelt wurden. Obwohl mehrere Kontingente Südaustralien in Richtung Südafrika verließen, schrieb Mary Lee am 19. Dezember 1899 im Advertiser: „Ein weiteres Kontingent! Mehr menschlicher Dünger für diese verfluchten Felder! Mütter, Ehefrauen, Schwestern, Töchter von Südaustralien, erhebt euch! Ich sage und protestiere mit einer Stimme gegen die weitere Beschmutzung unserer Seelen und Hände in dieser schändlichen Schiebung“.
In ihren späten Jahren bat Mary Lee Josiah Symon den Verkauf ihrer Bibliothek zu arrangieren, da ihre finanziellen Mittel schwanden. Kirby initiierte im Jahr 1902 einen Aufruf zu ihren Gunsten, der jedoch wenig Resonanz fand. Kirbiy bemerkte, dass viele von ihrer Arbeit profitiert hatten, doch ihre fortschrittlichen Ansichten und ihre Freimütigkeit hatten sie nicht weithin beliebt gemacht. Mary Lees letzten Jahre waren von Armut geprägt, die auch durch den Verdienst ihrer Tochter Evelyn, die in einem Telegrafenamt arbeitete, nicht wesentlich gelindert werden konnte. Mary Lee starb am 18. September 1909 in ihrem Haus in North Adelaide und wurde auf dem Wesleyan-Friedhof in Walkerville neben ihrem Sohn Ben begraben. Ihre Arbeit blieb bis 1980 unaufgezeichnet, ihr einziges Denkmal ist ihr Grabstein, eine kleine weiße Marmorrolle mit der Gravur „Late Hon. Sec. Women's Suffrage League of S.A.“.

## Ehrungen
Judy Chicago widmete ihr eine Inschrift auf den dreieckigen Bodenfliesen des Heritage Floor ihrer Installation The Dinner Party. Die mit dem Namen Mary Lee beschrifteten Porzellanfliesen sind dem Platz mit dem Gedeck für Susan B. Anthony zugeordnet.

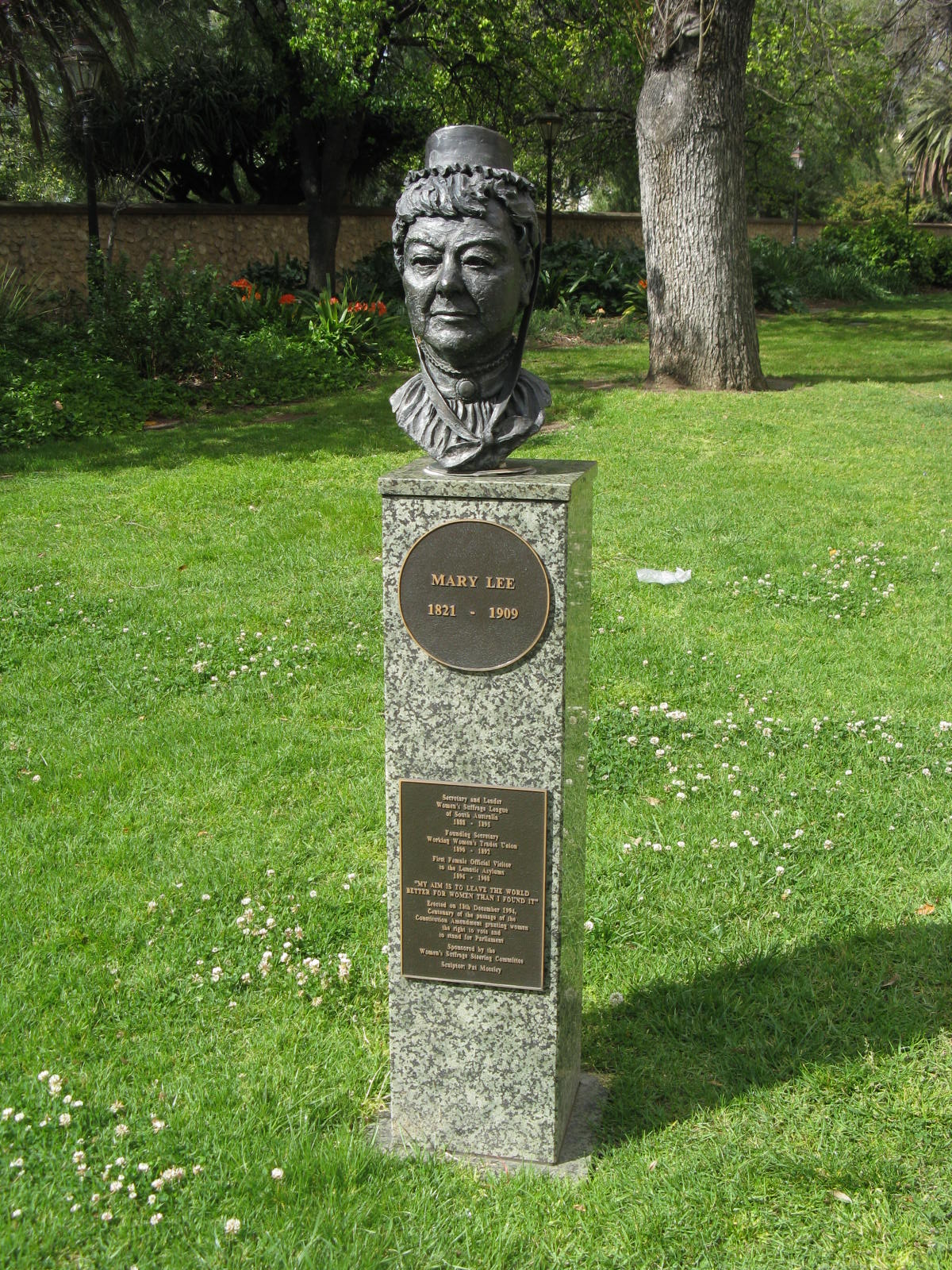
Statue für Mary Lee

Ihr wurde eine Plakette auf dem Jubilee 150 Walkway in Adelaide gewidmet.
Der Mary Lee Close im Stadtteil Bonython, dem Stadtbezirk Tuggeranong von Canberra, wurde nach ihr benannt.
Im Jahr 1994, zum 100. Jahrestag der Erlangung des Wahlrechtes der Frauen in Südaustralien, wurde sie als Nationalheldin gewürdigt. Die Münzanstalt gab ihr zu Ehren eine Gedenkmünze heraus.
Über ihr Leben wurde von Denise George eine Biografie im Jahr 2018 veröffentlicht:
- Denise George: Mary Lee: The life and times of a 'turbulent anarchist' and her battle for women's rights, Wakefield Press, 2018